# The Wise Druggist
The Wise Druggist è un cortometraggio muto del 1911. Il regista non viene riportato nei titoli.

## Produzione
Il film fu prodotto dall'Independent Moving Pictures Co. of America (IMP)

## Distribuzione
Il film - un cortometraggio in una bobina - uscì nelle sale il 2 gennaio 1911, distribuito dalla Motion Picture Distributors and Sales Company.